# نوريو كوباياشي
نوريو كوباياشي (باليابانية: 小林のりお؛ بالكانا: こばやし のりお) هو مصور ياباني، ولد في 1952 في أوداته في اليابان.

## وصلات خارجية
- الموقع الرسمي